# Antonella Palmisanová
Antonella Palmisanová (* 6. srpna 1991, Mottola) je italská sportovní chodkyně. Na olympijských hrách v Tokiu konaných roku 2021 získala zlatou medaili v závodě na 20 kilometrů. Zúčastnil se i OH 2016, kde na 20 kilometrech skončila čtvrtá. Z mistrovství světa má dva bronzy, z Londýna 2017 a Budapešti 2023, oba z dvacetikilometrové trati. Ze stejné trati má také bronz z mistrovství Evropy 2018. Je též devítinásobnou mistryní Itálie. Vystudovala obor reklamní grafika na Institutu sociálních služeb v Mottole. Roku 2021 obdržela Řád zásluh o Italskou republiku.